# Ibrahima Fall Faye
Ibrahima Fall Faye, né le 10 janvier 1997 à Fissel (Sénégal), est un joueur sénégalais de basket-ball évoluant au poste de pivot.

## Biographie
Il est issu du centre de formation de l'Élan sportif chalonnais. Il joue neuf matchs en Pro A avec l'Élan Chalon (pour 1,5 point par matchs) pour la saison 2016-2017, trois matchs en Coupe d'Europe FIBA pour 1 point de moyenne et une rencontre en Leaders Cup 2017. Il part jouer en Pro B à Poitiers pour la saison 2017-2018.
En février 2021, Fall Faye rejoint l'AS Monaco, club de première division française. À l'issue de la saison, il prolonge son contrat d'un an.
En juillet 2022, Fall Faye s'engage avec les Metropolitans 92. Il se rompt le ligament croisé du genou gauche en novembre 2022 et manque le reste de la saison,.
En juillet 2023, Fall Faye rejoint Nanterre 92, autre club des Hauts-de-Seine.

## Palmarès et distinctions

### Palmarès

#### En club
- Vainqueur de la Coupe de Belgique en 2020 avec les Telenet Giants Antwerp.

### Distinctions personnelles
- 2 fois joueur de la semaine en championnat de Belgique[8].